# 326e régiment d'infanterie territoriale
Le 326e régiment d'infanterie territoriale est un régiment d'infanterie de l'armée de terre française qui a participé à la Première Guerre mondiale.

## Historique des garnisons, combats et batailles du326eRIT

### Première Guerre mondiale

#### Affectations
- 102e Division d'Infanterie Territoriale de mai 1915 à mai 1916

## Drapeau
Il ne porte aucune inscription.